# Mont Herzl Plaza
Pour les articles homonymes, voir Herzl.
L'esplanade du Mont Herzl, en anglais Mount Herzl Plaza, est une place cérémonielle située au centre du  mont Herzl à Jérusalem, utilisée chaque année pour la cérémonie d'ouverture du Jour de l'indépendance d'Israël. 
Elle est au point culminant du mont Herzl et au centre du cimetière national. 
Sur son côté nord se trouve la tombe de Theodor Herzl, fondateur du mouvement sioniste. 
Le 18 avril 2012, pendant les répétitions pour la cérémonie du Jour de l'indépendance, un lampadaire électrique est tombé, tuant un soldat et en blessant sept autres. Le soldat a été enterré dans le cimetière militaire voisin.